# Spain (группа)
Spain (с англ. — «Испания») — американская рок-группа, основанная музыкантом Джошом Хэйнденом в Лос-Анджелесе, Калифорния в 1993 году. Музыка Spain весьма эклектична и сочетает в себе элементы кантри, блюза, фолк-рока и джаза. На данный момент группой записано и выпущено пять студийных альбомов, один концертный альбом и сборник лучших хитов. Джош Хэйнден несёт ответственность за творчество Spain и является единственным постоянным участником коллектива.

## История группы
Выпущенный в сентябре 1995 года дебютный альбом Spain The Blue Moods of Spain снискал некоторый успех; наиболее популярной композицией пластинки стала «Spiritual», которая, помимо всего прочего, часто исполнялась другими музыкантами, например Джонни Кэшем, Soulsavers, Ian & Zander и другими.
Второй студийный альбом She Haunts My Dreams выпущен в 1999 году. В его записи, помимо Spain, принимали участие шведский джазовый пианист Эсбьёрн Свенссон, гитарист Бьёрн Олссон и барабанщик Джоуи Вэронкер, известный по своей работе с R.E.M. и Беком.
Третий альбом Spain I Believe поступил в продажу в 2001, после чего группа провела концертный тур. Вскоре деятельность музыкантов фактически сошла на нет; в 2003 году Spain выпускают только сборник лучших хитов Spirituals: The Best of Spain. Далее последовал перерыв.
Активность группы возобновилась только в 2007, когда Джош Хэйнден собрал новый состав музыкантов и провёл серию концертных выступлений по городам США и Европы. В 2012 году вышел в свет четвёртый студийный альбом The Soul Of Spain. В начале 2014 Spain подписывают контракт с лейблом Dine Alone Records, а некоторое время спустя выходит пятая студийная работа коллектива — Sargent Place.

## Состав
Текущий состав
- Джош Хэйнден (вокал, бас-гитара)

Бывшие участники
- Рэнди Кирк (ударные)
- Мэтт Мэйхелл (гитара)
- Дэниел Бруммел (клавишные)
- Эван Хертцелл (ударные)
- Кен Боудакиан (гитара)
- Мерло Подлевски (гитара)

## Дискография
Студийный альбомы
- The Blue Moods of Spain (1995)
- She Haunts My Dreams (1999)
- I Believe (2001)
- The Soul Of Spain (2012)
- Sargent Place (2014)

Прочие релизы
- Spirituals: The Best of Spain (2003) (сборник)
- The Morning Becomes Eclectic Session (2013) (концертный альбом)